# 田村知佳 (野球)
田村 知佳（たむら ちか、1980年 - ）は、元女子野球選手。右投右打。現在、高校で教員を務めている。父親は田村登志親（元プロ野球選手）。

## 経歴
小学校1年生のときに野球を始め、中学生になると父親が監督を務める軟式野球チームに入った。
國學院大學久我山高等学校に入学し、同校硬式野球部初の女子部員として男子部員と同じ練習メニューをこなした。同級生に矢野謙次らがいる。1997年に卒業した後、女子軟式野球部のある日本体育大学に進学し女子野球選手として活躍した。本人は日本体育大学に進学した理由として、「ずっと男子の中でプレーしてきた自分にとって、女子だけの中で野球をやってみたいという気持ちが小さい頃からあったから。」と語っている。在学時は現・千葉マリンスターズの大久保菜緒子投手とバッテリーを組み、当時最強と言われた。大学時代には硬式の女子日本代表に４度選ばれている
2003年、大学卒業後は横浜隼人中学校・高等学校の教員になった。当時、神奈川県唯一の女子軟式野球部を立ち上げ、2010年の女子軟式野球全国大会にて軟式野球部を優勝させた。2012年から硬式野球部に変更し第26回全国高校女子硬式野球選手権大会では全国優勝した。決勝の対戦相手、開志学園（新潟）の柏倉悠起奈も女性監督であったため、女性監督の決勝進出、甲子園球場で女性監督同士の対戦は初であった。

## 主な活躍

### 現役時代
- 2003年 - 第3回女子野球世界大会日本代表選出 … この大会で3割8分5厘、5打点を記録した[9]。
- 2004年 - 第4回女子野球世界大会日本代表選出[10]
- 2006年 - 第2回IBAF女子ワールドカップ日本代表選出

### 現役引退後
- 2010年～2012年：横浜隼人高等学校（軟式）で全国高等学校女子軟式野球選手権大会３連覇[11]。
- 2019年：第2回 BFA女子野球アジアカップコーチ[12]。
- 2022年：横浜隼人中学校・高等学校（硬式）で第26回全国高校女子硬式野球選手権大会全国優勝。女性監督初。